# Conferencia de Científicos Escandinavos

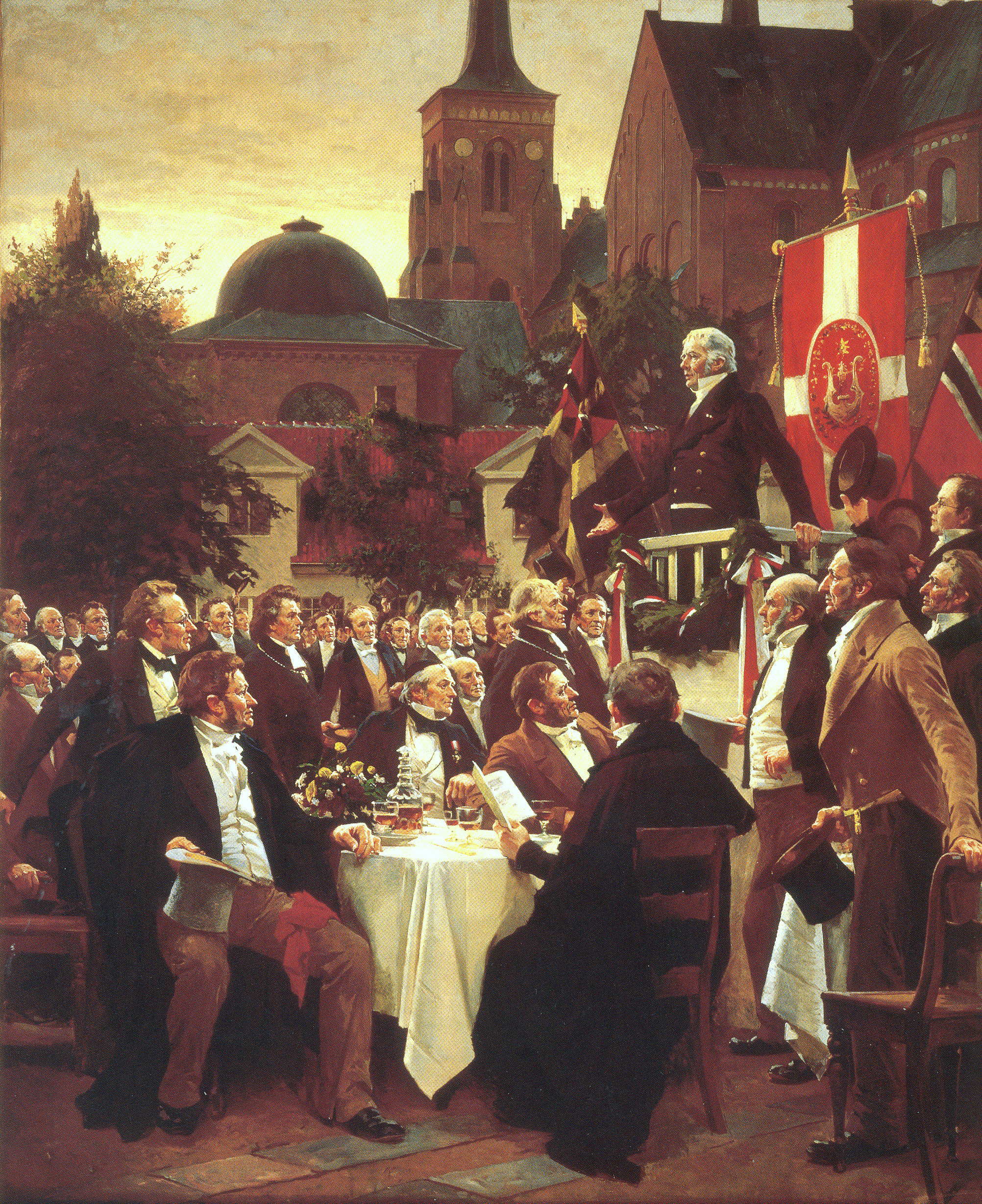
Banquete en el encuentro de Roskilde de 1847. H. C. Ørsted, el presidente, es quien habla. Christopher Hansteen, quien presidió la conferencia de Oslo de 1844, está a la derecha del orador. A la izquierda de este está Japetus Steenstrup. La pintura, de Erik Henningsen, es mural y se encuentra en un aula de la Universidad de Copenhague.

Las Conferencias de Científicos Escandinavos (Nordiske Naturforskermøde / Nordiska Naturforskarmöte a.k.a.; o Conferencia Escandinava de Naturalistas: Naturforskerselskabet / Naturforskarsällskapet) fueron una serie de congresos celebrados entre 1839 y 1936 por científicos y físicos provenientes en un principio de Dinamarca, Noruega y Suecia, países a los que luego se añadieron Finlandia e Islandia como consecuencia del auge del escandinavismo. La comunidad científica escandinava era entonces pequeña y sus miembros se encontraban dispersos, por lo que en 1830 decidieron celebrar un primer congreso a imitación de Alemania, cuyos científicos se habían reunida en 1822 para celebrar un ciclo de conferencias sobre la mejora de las comunicaciones en territorios geopolíticamente frangmentados. También caló en ellos la experiencia de la Asociación Británica para el Avance de la Ciencia, celebrada en 1831.
Las conferencias tuvieron éxito desde el comienzo, dando lugar a grandes resultados. Sin embargo, a las puertas del siglo XX el principio unidisciplinar que había regido las conferencias se demostró contrario al objetivo inicial, centrado en la comunicación científica. Como los resultados se imprimían, éstos alcanzaban cierta difusión y provocaban el declive de las conferencias, al preferirse leer las publicaciones a la asistencia física. La última conferencia tuvo lugar en Helsinki en 1936.
| N.º | Año  | Sede                 | N.º de participantes | Título de las publicaciones | Participantes destacados |
| --- | ---- | -------------------- | -------------------- | --- | --- |
| 1.  | 1839 | Gotemburgo · Suecia  | 92                   | Förhandlingar vid det af skandinaviska naturforskare och läkare hållna möte i Götheborg år 1839. Götheborg, 1840; 188 pp. | |
| 2.  | 1840 | Copenhague Dinamarca | 303                  | Forhandlinger ved de skandinaviske naturforskeres andet möde, der holdtes i Kjöbenhavn fra den 3die til den 9de juli 1840. Kjöbenhavn, J. Jørgensen & Co, 1841; 424 pp.                                                                         | |
| 3.  | 1842 | Estocolmo · Suecia   | 436                  | | |
| 4.  | 1844 | Oslo · Noruega       | 176                  | Forhandlinger ved de skandinaviske naturforskeres fjerde möde i Christiania den 11-18 juli 1844. Christiania, 1847; 434 pp. | H.C. Ørsted |
| 5.  | 1847 | Copenhague Dinamarca | 472                  | Forhandlinger ved de skandinaviske naturforskeres femte møde, der holdtes i Kiøbenhavn fra den 12te til den 17de juli 1847. Kiøbenhavn, Gyldendalske Boghandel, 1849; 989 pp.                                                                   | Anders Retzius H.C. Ørsted Elias Fries Japetus Steenstrup |
| 6.  | 1851 | Estocolmo · Suecia   | 362                  | | |
| 7.  | 1856 | Oslo · Noruega       | 246                  | Forhandlinger ved de skandinaviske naturforskeres syvende möde i Christiania den 12-18 juli 1856. Christiania, Werner, 1857; 658 + 34 pp. | Japetus Steenstrup |
| 8.  | 1860 | Copenhague Dinamarca | 451                  | Forhandlinger ved de skandinaviske naturforskeres ottende møde, i Kiøbenhavn fra den 8de til den 14de juli 1860. Kiøbenhavn, Den Gyldendalske Boghandel, 1861; 908 pp.                                                                          | |
| 9.  | 1863 | Estocolmo · Suecia   | 713                  | | |
| 10. | 1868 | Oslo · Noruega       | 368                  | | Eugen Warming S.M. Jørgensen |
| 11. | 1873 | Copenhague Dinamarca | 418                  | Forhandlinger ved de skandinaviske naturforskeres 11te møde i Kjøbenhavn fra den 3die til den 9de juli 1873. Kjøbenhavn, Schultz, 1874; 725 pp.                                                                                                 | Eugen Warming Jacob Georg Agardh |
| 12. | 1880 | Estocolmo · Suecia   | 734                  | Förhandlingar vid de Skandinaviska Naturforskarnes Tolfte Möte i Stockholm från den 7:e till den 14:de Juli 1880. Stockholm, 1883. | Eugen Warming |
| 13. | 1886 | Oslo · Noruega       | 450                  | Forhandlinger ved de skandinaviske naturforskeres trettende möde i Christiania 7. - 12. juli 1886. Christiania, Grøndahl, 1887; 194 pp. | |
| 14. | 1892 | Copenhague Dinamarca | 563                  | Beretningen om Forhandlingerne ved de skandinaviske naturforskeres 14. møde i Kjøbenhavn den 4-9. juli 1892. Kjøbenhavn, Ursins eftf., 1892; 683 pp.                                                                                            | Eugen Warming |
| 15. | 1898 | Estocolmo · Suecia   | 585                  | Förhandlingar vid det 15de Skandinaviska naturforskaremötet i Stockholm den 7-12 juli 1898. Stockholm, Skandinaviska naturforskaremöten, 1899; 415 pp.                                                                                          | Eugen Warming |
| 16. | 1916 | Oslo · Noruega       | 503                  | Forhandlinger ved de Skandinaviske naturforskeres 16. møte i Kristiania den 10.-15. juli 1916. Kristiania, 1918 | J.N.F. Wille (chair) Eugen Warming Niels Bjerrum Lennart von Post Kaj Birket-Smith Johannes Brøndsted Johannes Fibiger Knud Jessen Wilhelm Johannsen Carl Wesenberg-Lund Astrid Cleve G.E. Du Rietz Hanna Resvoll-Holmsen Thekla Resvoll Svante Arrhenius Otto Nordenskiöld |
| 17. | 1923 | Gotemburgo · Suecia  |                      | Förhandlingar vid det 17de Skandinaviska naturforskaremötet i Göteborg den 9-14 juli 1923. Göteborg, Wettergren & Kerber, 1925; 339 pp. | |
| 18. | 1929 | Copenhague Dinamarca |                      | Beretning om det 18. Skandinaviske Naturforskermøde i København 26.-31. August 1929”. Frederiksberg Bogtrykkeri, København; 551 s. | Lars Onsager Harald Sverdrup |
| 19. | 1936 | Helsinki · Finlandia |                      | Pohjoismainen (19. skandinaavinen) luonnontutkijain kokous, Helsingissä elokuun 11-15 pnä 1936 = Nordiska (19. skandinaviska) naturforskarmötet i Helsingfors den 11-15 augusti 1936. Helsinki, Skandinaviska naturforskaremöten, 1936; 570 pp. | Niels Bohr Anton F. Bruun Jens Clausen Magnus Degerbøl Knut Fægri Paul Gelting Thorvald Sørensen Ragnar Spärck |